# Neptis laeta
Neptis laeta är en fjärilsart som beskrevs av Frans G.Overlaet 1955. Neptis laeta ingår i släktet Neptis och familjen praktfjärilar. Inga underarter finns listade i Catalogue of Life.